# Cassia fistula
Espèce
Cassia fistula, aussi appelé cassier, casse, casse fistuleuse, faux séné, faux caroubier, douche d'or, averse dorée, arbre de pluie dorée, canéficier (nom que lui donne la pharmacopée française), canéfier[réf. à confirmer] ou encore cytise indien est une espèce de plantes à fleurs de la famille Fabaceae. C'est un arbre originaire d'Asie du Sud, du sud du Pakistan en passant par l'est de l'Inde jusqu'en Birmanie et au sud du Sri Lanka.

## Description
Il s'agit d'un arbre de taille moyenne grimpant rapidement[réf. nécessaire] jusqu'à une hauteur de 10 à 20 m (généralement jusqu'à 15 m). L'écorce du tronc, lisse et grisâtre chez les jeunes arbres, devient plus rugueuse et brune chez les individus plus âgés.
Les feuilles pennées sont caduques et portées par un rachis long de 12 à 25 cm, précédé par des stipules triangulaires de 1 ou 2 mm de long. Elles mesurent globalement de 30 à 40 cm de longueur et sont découpées en 3 à 8 paires de folioles luisants, de forme ovale ou oblongue. Chaque foliole a une longueur de 8 à 13 cm, et une largeur de 4 à 8 cm.
Les fleurs sont produites en grappes pendantes de 20 à 40 cm de longueur, voire 60 cm, garnies de nombreuses fleurs. Chaque fleur est portée par un fin pédicelle de 3 à 5 cm de long et a un diamètre de 4 cm environ. Le calice est composé de 5 sépales verts de 1 à 1,5 cm de long et la corolle de 5 pétales jaune doré de 2,5 à 3,5 cm de long, tous de longueur équivalente. Les étamines sont au nombre de 10 ; trois sont longues de 3 à 4 cm, courbées mais dépassant la longueur des pétales, avec un anthère de 5 mm de long, quatre sont droites et plus courtes, et trois sont très courtes (6 à 10 mm) et portent des anthères réduits et stériles. L'ovaire est mince, pédicellé, garni de courts poils raides, et présente un stigmate de petite taille.
Le fruit est une gousse indéhiscente, pendante, brun sombre, mesurant de 30 à 60 cm de longueur et 2 à 2,5 cm de largeur,. Elle émet une odeur âcre et contient de nombreuses graines brun luisant (de 40 à 100), aplaties et de forme elliptique.
La formule chromosomique de cette espèce est 2n = 28.

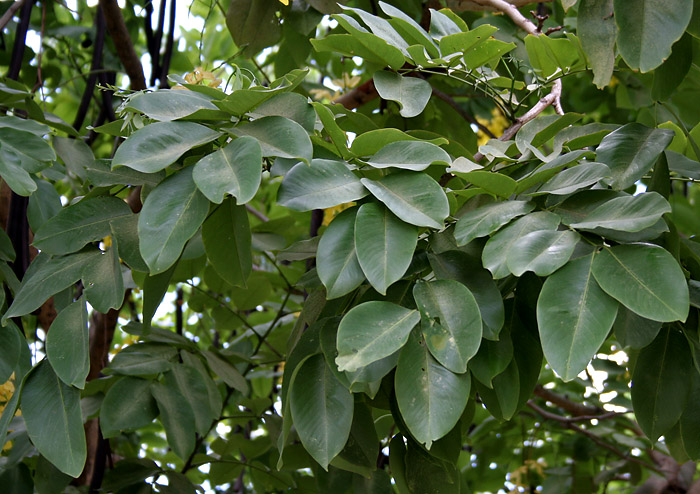
Feuilles (Hyderâbâd, en Inde).
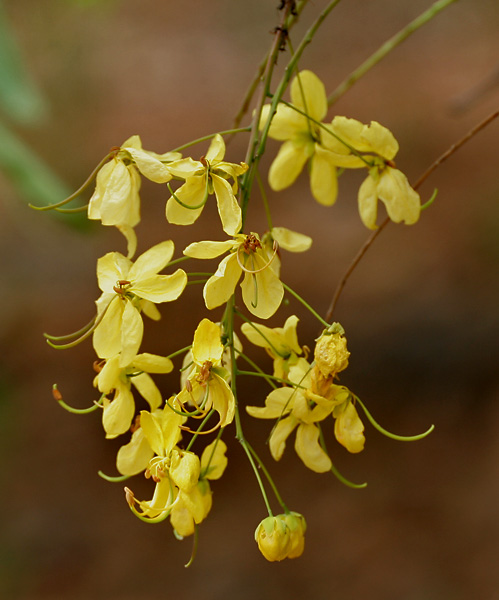
Inflorescence (Hyderâbâd, en Inde).
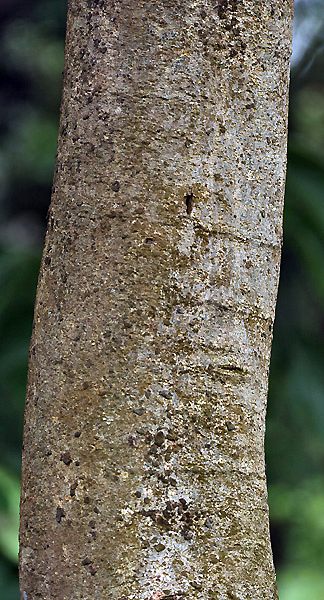
Écorce (Kolkata, dans le Bengale occidental, en Inde).
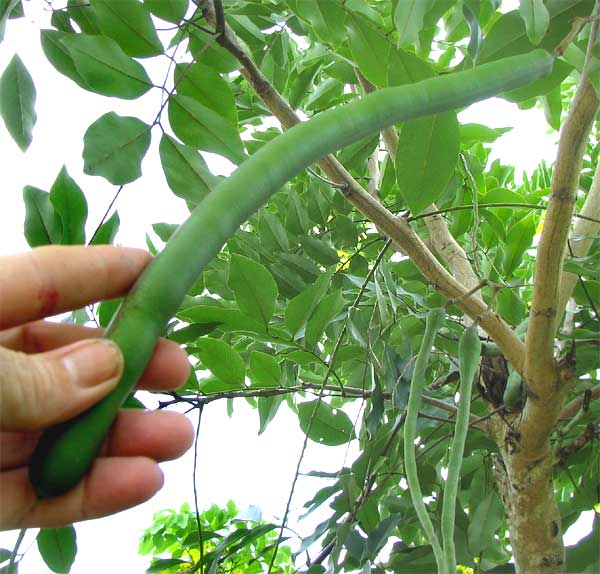
Fruit immature.
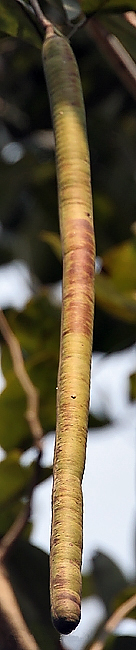
Jeune fruit
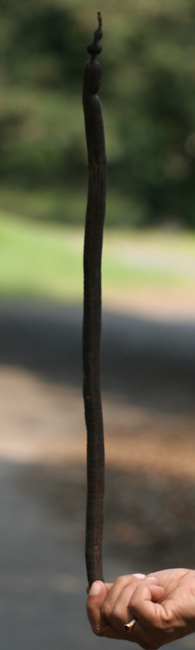
Fruit sec
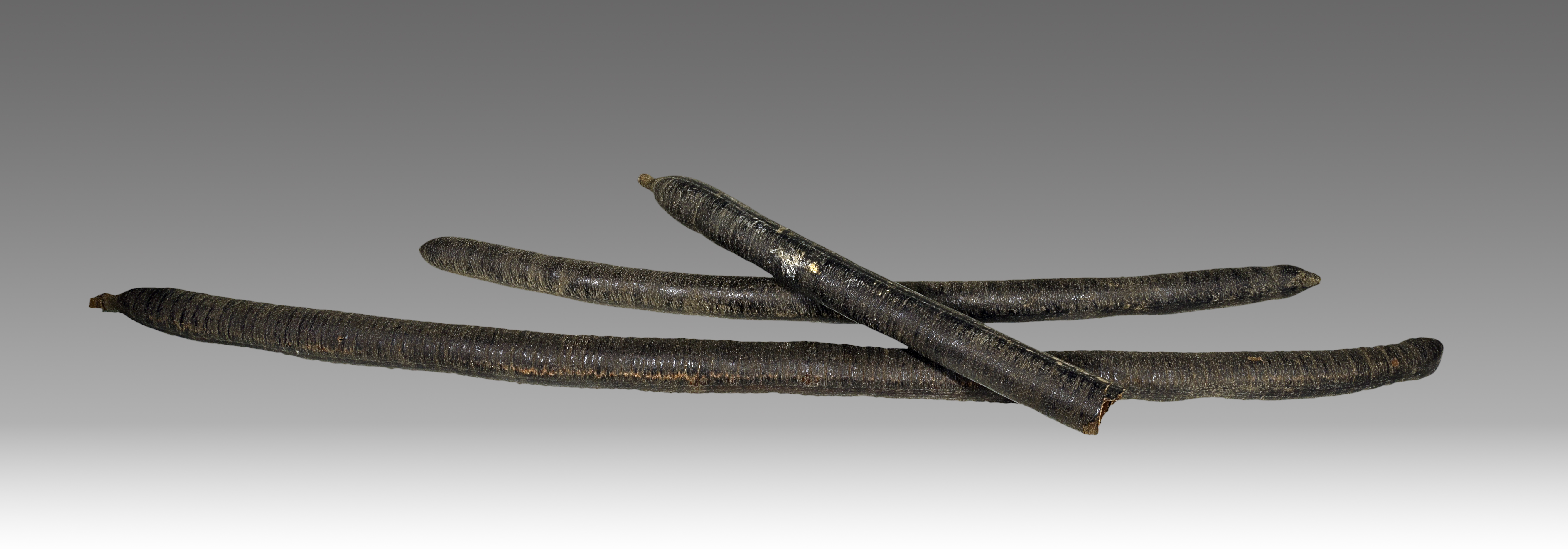
Fruits – Coll. B. Balansa au Muséum de Toulouse.

## Répartition et habitat
Cassia fistula est largement cultivé en tant que plante ornementale dans les zones tropicales et subtropicales. Il fleurit à la fin du printemps (mois de mai au nord, par exemple en avril-mai en Thaïlande ; novembre dans l'hémisphère sud). Les arbres sont couverts d'une abondante floraison jaune, où les feuilles sont à peine visibles. Cette espèce est non recommandée pour les climats secs. La croissance est meilleure en plein soleil et sur un sol bien drainé. Il tolère la sécheresse et le sel, mais peut être endommagé par des courtes périodes de gel. Il peut être soumis à l'oïdium, aux taches et maladies des racines.
Au Pakistan, cette espèce peut pousser jusqu'à 4 000 m d’altitude.

## Propriétés et utilisations
La pulpe, contenue dans les siliques ou fruit de la casse, est depuis longtemps employée comme purgative et particulièrement dans les maladies qui ont un caractère inflammatoire. Les gousses sont encore de nos jours utilisées en pharmacie pour leurs propriétés laxatives.
Dans la médecine ayurvédique, Cassia fistula est connu sous le nom de aragvadha (« maladie meurtrière »)[réf. nécessaire]. La pulpe du fruit est utilisée comme léger laxatif doux, contre la fièvre, l'arthrite, les vatavyadhi (maladies du système nerveux), toutes sortes de rakta-pitta (saignements, tels que l'hématémèse ou hémorragie), ainsi que les problèmes cardiaques ou gastriques tels que le renvoi[réf. nécessaire]. La racine est considérée comme très purgative, et l'auto-médication ou une utilisation sans surveillance médicale est fortement déconseillé dans les textes ayurvédiques[réf. nécessaire].
Les graines sont toxiques[réf. nécessaire].
C'est vers l'an 824 que les Arabes introduisirent l'usage de la casse dans la médecine.
Bien que son utilisation dans l'herboristerie soit attestée depuis des millénaires, cet arbre fait l'objet de peu de recherche médicale dans le monde moderne. Son action purgative est probablement due à une abondance de 1,8-dihydroxyanthraquinone et de dérivés de celle-ci[réf. nécessaire]. Les effets sur le système nerveux (anti-vatavyadhi) sont réputés[réf. nécessaire] mais les causes de ces effets restent inconnues. Bien que de nombreuses Fabaceae soient sources de puissants psychoactifs enthéogènes et d'autres composés (voir par exemple Tryptamines)[réf. nécessaire], on trouve rarement ces plantes parmi les Caesalpinioideae.
Son bois est solide et très durable ; il est utilisé pour produire des ponts, des outils agricoles et autres accessoires.
L'écorce contient des tanins permettant de produire une teinture rouge ; la cendre du bois de cet arbre peut être alors utilisée comme source de mordant.
Au Bengale, la pulpe du fruit est utilisée pour aromatiser le tabac.
L'espèce est souvent plantée à des fins ornementales.

## Cassia fistuladans la culture
La fleur jaune doré du cassier est la fleur nationale de la Thaïlande et elle symbolise la royauté Thaï : le cassier est nommé ratchapreuk (ratcha - ราช - signifiant royal et preuk - พฤกษ์ : plante).
Cassia fistula est l'emblème floral de l'État du Kerala en Inde[réf. nécessaire]. Les fleurs sont d'une importance rituelle lors de la fête de Vishnu au Kerala[réf. nécessaire], et l'arbre est représenté sur un timbre de 20 roupies indiennes[réf. nécessaire]. Cassia fistula a été également consacré par une organisation thaï-canadienne sur un timbre de 48 cent, qui faisait partie d'une série dédiée aux emblèmes nationaux[réf. nécessaire].
Molière mentionne la casse comme plante médicinale dans le passage suivant de sa célèbre pièce, Le Malade Imaginaire :
« Hé bien ! mon frère, qu’en dites-vous ? Cela ne vaut-il pas bien une prise de casse ? ».